# Víz-, Gáz-, Fűtéstechnika és Hűtő-, Klíma-, Légtechnika
A Víz-, Gáz-, Fűtéstechnika és Hűtő-, Klíma-, Légtechnika szaklap Magyarországon megjelenő, épületgépészeti témájú folyóirat, mely 2000 óta jelenik meg. Alapítója és kiadója az M-12/B Kft.
Alapító főszerkesztője Szemán Róbert.
A szaklap az épületgépészeti szakma iránt érdeklődők számára indult, mert ilyen témájú folyóirat korábban nem jelent meg, és piaci igény mutatkozott rá.

## Konferenciái, szakmai rendezvényei
Jelentősek a szaklap energiagazdálkodási témájú konferenciái és ankétjai. 2015-ben a Világgazdaság című napilappal közösen szervezte a Nagy Energiaforduló (ErP) konferenciát, 2018-ban Levegő-víz hőszivattyú kivitelezői, tervezői ankétot tartottak az Országos Magyar Épületgépész Napok eseménysorozatának keretén belül, ahol a szaklap által felajánlott díjat kapta „az Év Épületgépész Márkaképviselője”.

## A szaklap nyomdai és egyéb paraméterei
A szaklap az alábbi nyomdai és egyéb paraméterekkel rendelkezik:
- Oldalszám: 80–120 oldal + 4 oldal borító
- Példányszám: 8–15 000 db/megjelenés
- Méret:	A4 (210×297 mm)
- Belív papírminősége: 70 g-os LWC, 4+4 szín
- Borító papírminősége: 200 g-os fényes műnyomó, 4+4 szín
- Rácssűrűség: 60
- Kötésmód: irkafűzött
- Nyomda: Pauker Holding Kft.
- Megjelenések: évente 10 alkalommal, két összevont (január–február, július–augusztus) számmal.